# Pukiš (Republika Serbska)
Pukiš (cyr. Пукиш) – wieś w Bośni i Hercegowinie, w Republice Serbskiej, w gminie Lopare. W 2013 roku liczyła 142 mieszkańców.